# Friedrich Dittes

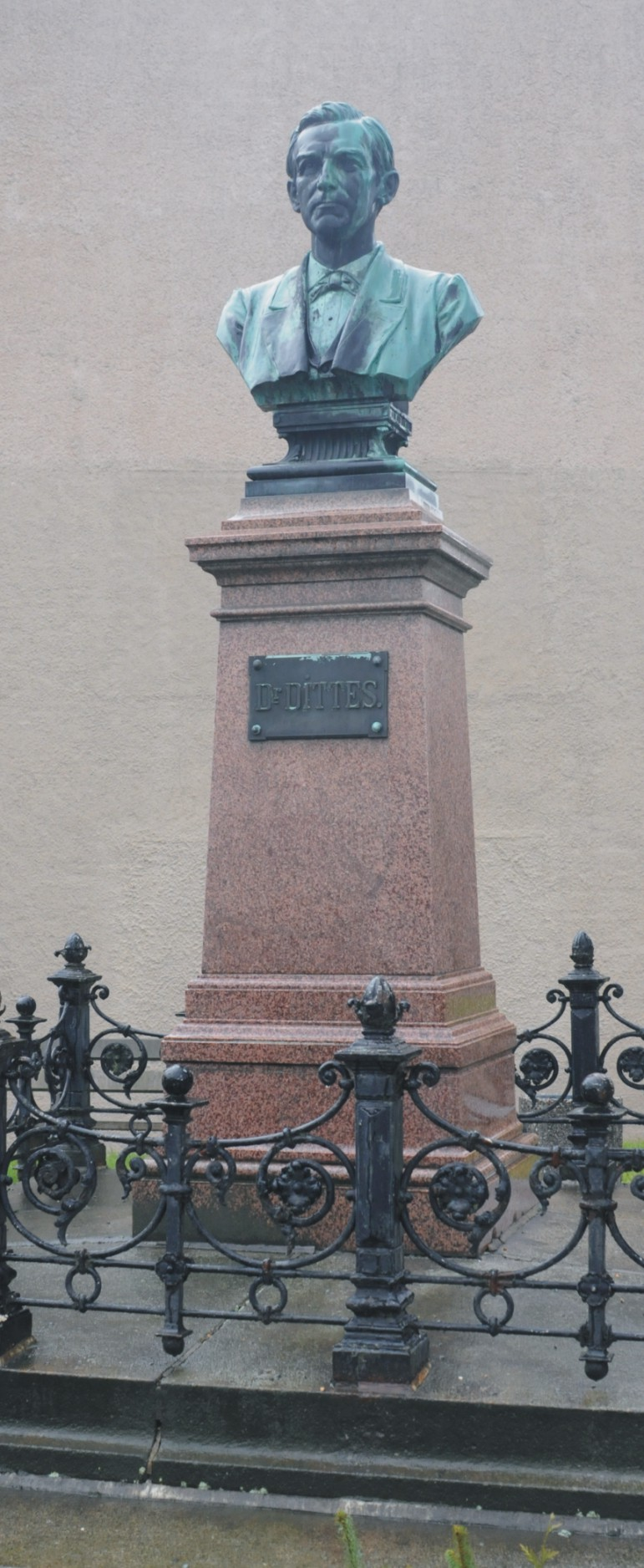
Monument érigé à Dittes dans sa ville de naissance

Friedrich Dittes (23 septembre 1829 à Irfersgrün (de) (maintenant, Lengenfeld) - 15 mai 1896 à Pressbaum, Basse-Autriche) était un enseignant allemand qui, en tant que réformateur du système scolaire autrichien, s'opposait à l'influence du clergé.

## Biographie
Friedrich Dittes a participé au séminaire des enseignants à Plauen de 1844 à 1848, est devenu professeur à l'école citoyenne
de Reichenbach en 1849 et a étudié la philologie, les sciences naturelles et l'éducation à Leipzig de 1850 à 1852 et 1858/60. Après avoir déjà travaillé comme enseignant dans diverses écoles (par exemple 1853-1857 à Plauen) en 1848-51 et 1852-58, il devint sous-directeur au collège-lycée moderne et au Gymnasium de Chemnitz (de) en 1860, obtint son doctorat la même année et prôna avec succès une réorganisation du séminaire et du système scolaire saxons lors de la Journée générale des enseignants allemands qui s'y tint en 1864.
En 1865 Dittes, est nommé à Gotha comme inspecteur scolaire et directeur de séminaire, en 1868 comme directeur de l'école municipale de formation des enseignants à Vienne. De 1870 à 1873, il est membre du conseil scolaire provincial (de) de Basse-Autriche, membre du Conseil impérial autrichien depuis 1873, où il a défendu avec succès et à plusieurs reprises la conception libérale (de) de l'Église et du système scolaire. Les hostilités qui s'ensuivirent entre ses opposants cléricaux conduisirent Dittes à démissionner en 1881.
Dittes fonda sa pédagogie sur la philosophie de Friedrich Eduard Beneke et rejoignit Johann Heinrich Pestalozzi et Adolph Diesterweg dans leurs efforts de réforme.
Friedrich Dittes est mort en 1896. Il a été enterré au cimetière évangélique de Matzleinsdorf (groupe 14, n° 4). Le 21 octobre 1900, un monument est érigé sur sa tombe.

## Hommages
- Le Ditteshof (de) construit à Döbling dans les années 1920 ;
- Les Dittesgasse dans Währing ;
- Les Dittesstraße et la Dittes-Schule à Zwickau, la Friedrich-Dittes-Straße à Leipzig, les Dittesstraße à Plauen, les Dittesstraße dans Gotha-Ouest, la Dittesschule dans Wilkau-Haßlau, les Dittes-Grundschule und Dittesstraße à Reichenbach im Vogtland, le centre de formation professionnelle Dr. Friedrich Dittes à Glauchau ;
- l'école primaire et secondaire Dittes à Plauen, ville où il participa pour la première fois au séminaire des enseignants dans la Blücherstraße (aujourd'hui Freiheitstraße).

## Écrits
- Das Ästhetische nach seinem Grundwesen und seiner pädagogischen Bedeutung, Leipzig, 1854
- Schule der Pädagogik, Leipzig, 1868-1876
- Geschichte der Erziehung und des Unterrichts, Leipzig, 1876.
  - Histoire de l'éducation et de l'instruction, trad. fr. par Auguste Redolfi, Genève, R. Schira-Blanchard/Librairie Desrogis ; Neuchâtel, Librarie J. Sandoz, 1879. ([PDF] Téléchargeable en ligne)
- Lehrbuch der Psychologie und Logik, Vienne 1874
- Grundriß der Erziehungs- und Unterrichtslehre, Leipzig, 1868

### Éditeur
- (de) Paedagogium. Monatsschrift für Erziehung und Unterricht, Leipzig: Klinkhardt, 1878-1896 (Numérisé) (Paedagogium. Revue mensuelle de l'Éducation et de l'Enseignement)